# جون بي. أوبراين
جون بي. أوبراين (بالإنجليزية: John B. O'Brien)‏ هو مخرج وممثل أمريكي، ولد في 13 ديسمبر 1884 في الولايات المتحدة، وتوفي في 15 أغسطس 1936 بلوس أنجلوس في الولايات المتحدة.

## وصلات خارجية
- جون بي. أوبراين على موقع IMDb (الإنجليزية)
- جون بي. أوبراين على موقع أول موفي (الإنجليزية)
- جون بي. أوبراين على موقع قاعدة بيانات الأفلام السويدية (السويدية)
- جون بي. أوبراين على موقع قاعدة بيانات الفيلم (الإنجليزية)
- جون بي. أوبراين على موقع كينوبويسك (الروسية)